# ميوسولبروك
ميوسولبروك هي بلدة، في أستراليا، تقع في نيوساوث ويلز، هي عاصمة Muswellbrook Shire ‏، بلغ عدد سكانها 12,075  نسمة وذلك حسب إحصائيات سنة 2016، رمزها البريدي هو 2333.

## أعلام
- جايسون سويفت
- جيمي فيني
- كورت بارنز
- برايان ويلكينسون
- غريغ تومسون
- فرنسيس وايت